# Winter League IAAFL 2020
La Winter League IAAFL 2020 è  il torneo di football a 8 organizzato dalla IAAFL in collaborazione con l'AICS.
Il torneo non è stato disputato a causa dell pandemia di COVID-19 del 2019-2021.

## Squadre partecipanti
| Club                      | Città         | Stadio | Sponsor ufficiale | Risultato nella stagione 2019 |
| ------------------------- | ------------- | ------ | ----------------- | ----------------------------- |
| Alfieri Asti              | Asti          |        |                   |                               |
| Angels Pesaro             | Pesaro        |        |                   |                               |
| Blue Storms Busto Arsizio | Busto Arsizio |        |                   |                               |
| Mastini Verona Academy    | Verona        |        |                   |                               |
| Minatori Cave             | Cave          |        |                   |                               |
| Mustangs Mantova          | Mantova       |        |                   |                               |
| Pretoriani Roma           | Roma          |        |                   |                               |

## Stagione regolare

### Calendario
Erano state stabilite le date per la sola North Conference.

#### 1ª giornata
| Verona 18 ottobre 2020, ore 14:00 CEST | Mastini Verona Academy | – referto | Blue Storms Busto Arsizio | Letizia Sport Relax |

#### 2ª giornata
| Asti 25 ottobre 2020, ore 14:00 CEST | Alfieri Asti | – referto | Mustangs Mantova | Cittadella del Rugby |

#### 3ª giornata
| Sant'Antonio 1º novembre 2020, ore 14:30 CEST | Mustangs Mantova | – referto | Mastini Verona Academy |  |

#### 4ª giornata
| 8 novembre 2020, ore 14:00 | Blue Storms Busto Arsizio | – referto | Mastini Verona Academy |  |

| Sant'Antonio 8 novembre 2020, ore 14:30 | Mustangs Mantova | – referto | Alfieri Asti |  |

#### 5ª giornata
| Asti 15 novembre 2020, ore 14:00 | Alfieri Asti | – referto | Blue Storms Busto Arsizio | Campo Sportivo interno al Palabosca - Palazzetto dello Sport di Asti |

#### 6ª giornata
| 22 novembre 2020, ore 14:00 | Blue Storms Busto Arsizio | – referto | Mustangs Mantova |  |

#### 7ª giornata
| Verona 29 novembre 2020, ore 14:00 | Mastini Verona Academy | – referto | Alfieri Asti | Letizia Sport Relax |

### Classifiche
- PCT = percentuale di vittorie, G = partite giocate, V = partite vinte, N = partite pareggiate, P = partite perse, PF = punti fatti, PS = punti subiti

#### North Conference
| Pos. | Squadra                   | PCT  | G | V | N | P | PF | PS |
| ---- | ------------------------- | ---- | - | - | - | - | -- | -- |
| 1    | Alfieri Asti              | .000 | 0 | 0 | 0 | 0 | 0  | 0  |
| 2    | Blue Storms Busto Arsizio | .000 | 0 | 0 | 0 | 0 | 0  | 0  |
| 3    | Mastini Verona Academy    | .000 | 0 | 0 | 0 | 0 | 0  | 0  |
| 4    | Mustangs Mantova          | .000 | 0 | 0 | 0 | 0 | 0  | 0  |

#### Central Conference
| Pos. | Squadra         | PCT  | G | V | N | P | PF | PS |
| ---- | --------------- | ---- | - | - | - | - | -- | -- |
| 1    | Angels Pesaro   | .000 | 0 | 0 | 0 | 0 | 0  | 0  |
| 2    | Minatori Cave   | .000 | 0 | 0 | 0 | 0 | 0  | 0  |
| 3    | Pretoriani Roma | .000 | 0 | 0 | 0 | 0 | 0  | 0  |

## Playoff

### Tabellone
|  | Finale North Conference | Finale North Conference | Finale North Conference |     |  | Winter Bowl | Winter Bowl | Winter Bowl |  |
|  |                         |                         |                         |     |  |             |             |             |  |
|  | 1N                      | TBD                     |                         |     |  |             |             |             |  |
|  | 1N                      | TBD                     |                         |     |  |             |             |             |  |
|  | 2N                      | TBD                     |                         |     |  |             |             |             |  |
|  | 2N                      | TBD                     | TBD                     |     |  |             |             |             |  |
|  |                         |                         |                         |     |  |             |             |             |  |
|  |                         |                         | 1C                      | TBD |  |             |             |             |  |

### Finale North Conference
| 2020 | TBD | – | TBD |  |

### Winter Bowl
| 2020 | TBD | – | TBD |  |